# Elecciones municipales de Huamanga de 1998
Las elecciones municipales de Huamanga de 1998 se llevaron a cabo el 11 de octubre de 1998 para elegir al alcalde y al Concejo Provincial de Huamanga para el periodo 1999-2002. La elección se celebró simultáneamente con elecciones municipales (provinciales y distritales) en todo el país.

## Sistema electoral
La Municipalidad Provincial de Huamanga es el órgano administrativo y de gobierno de la provincia de Huamanga. Está compuesta por el alcalde y el Concejo Provincial.
La votación del alcalde y el concejo se realiza en base al sufragio universal, que comprende a todos los ciudadanos nacionales mayores de dieciocho años, empadronados y residentes en la provincia de Huamanga y en pleno goce de sus derechos políticos, así como a los ciudadanos no nacionales residentes y empadronados en la provincia de Huamanga.
El Concejo Provincial de Huamanga está compuesto por 11 regidores elegidos por sufragio directo para un período de cuatro (4) años, en forma conjunta con la elección del alcalde (quien lo preside). La votación es por lista cerrada y bloqueada. Para que una lista sea proclamada ganadora debe obtener más del 20% de los votos válidos; en caso ninguna lista logre ese porcentaje, los dos listas más votadas participan en una segunda vuelta o balotaje. Se asigna a la lista ganadora los escaños según el método d'Hondt o la mitad más uno, lo que más le favorezca.

## Composición del Concejo Provincial de Huamanga
La siguiente tabla muestra la composición del Concejo Provincial de Huamanga antes de las elecciones.
| Partidos | Partidos                                                                         | Regidores |
| -------- | -------------------------------------------------------------------------------- | --------- |
|          | Lista Independiente N° 7 Por Huamanga                                            | 10        |
|          | Lista Independiente N° 13 Movimiento Independiente Ayacuchano Ventura Ccalamaqui | 2         |
|          | Lista Independiente N° 5 Ayacucho No Puede Parar                                 | 1         |
|          | Lista Independiente N° 23 Movimiento Independiente Gran Cambio Regional          | 1         |
|          | Lista Independiente N° 9 Movimiento de Integración Regional                      | 1         |
|          | Lista Independiente N° 15 Movimiento Nuevo Ayacucho                              | 1         |
|          | Lista Independiente N° 11 Cambio Vecinal                                         | 1         |
|          | Lista Independiente N° 3 Desarrollo de Ayacucho                                  | 1         |
|          | Lista Independiente N° 19 Somos Ayacucho                                         | 1         |

## Partidos y candidatos
A continuación se muestra una lista de los principales partidos y alianzas electorales que participaron en las elecciones:
| Candidatura | Candidatura | Partidos y alianzas                                             | Candidatos | Candidatos                        | Ideología                                     | Resultado previo | Resultado previo | Ref. |
| Candidatura | Candidatura | Partidos y alianzas                                             | Candidatos | Candidatos                        | Ideología                                     | Votos (%)        | Reg.             | Ref. |
| ----------- | ----------- | --------------------------------------------------------------- | ---------- | --------------------------------- | --------------------------------------------- | ---------------- | ---------------- | ---- |
|             | UPP         | Lista - Unión por el Perú (UPP)                                 |            | Enrique Moya Bendezú              | Socioliberalismo Progresismo Socialdemocracia | Nuevo            | Nuevo            |      |
|             | VV          | Lista - Movimiento Independiente Vamos Vecino (VV)              |            | Félix Solar La Cruz               | Fujimorismo                                   | Nuevo            | Nuevo            |      |
|             | SP          | Lista - Movimiento Independiente Somos Perú (SP)                |            | Cayo Medina Janampa               | Democracia cristiana Conservadurismo social   | Nuevo            | Nuevo            |      |
|             | IND         | Lista - Lista Independiente Movimiento Independiente Ccalamaqui |            | Vilma Valenzuela Tapia de Schimpf | Localismo huamanguino                         | Nuevo            | Nuevo            |      |
|             | IND         | Lista - Lista Independiente Acción Cívica                       |            | José Urquizo Maggia               | Localismo huamanguino                         | Nuevo            | Nuevo            |      |
|             | IND         | Lista - Lista Independiente Movimiento Cívico Ayacucho          |            | Sin información disponible        | Localismo huamanguino                         | Nuevo            | Nuevo            |      |

Otros candidatos
| Partidos y alianzas | Partidos y alianzas                                   | Candidatos                |
| ------------------- | ----------------------------------------------------- | ------------------------- |
|                     | Lista Independiente Juntos al Desarrollo              | José Sulca Baez           |
|                     | Lista Independiente Todos Unidos por Nuestro Ayacucho | Walter Alejos Calderón    |
|                     | Lista Independiente Movimiento Alternativa Social     | Alberto Morote Sánchez    |
|                     | Lista Independiente Gran Cambio Vecinal               | Pio Pacheco Huamanrimachi |
|                     | Lista Independiente Salvemos Ayacucho                 | Salvador Quispe Sosa      |

## Resultados

### Sumario general
|                        |                                                         |              |              |              |           |           |
| Partidos y coaliciones | Partidos y coaliciones                                  | Voto popular | Voto popular | Voto popular | Regidores | Regidores |
| Partidos y coaliciones | Partidos y coaliciones                                  | Votos        | %            | ±pp          | Total     | +/−       |
|                        | Movimiento Independiente Vamos Vecino (VV)              | 15,846       | 25.26        | Nuevo        | 7         | +7        |
|                        | Lista Independiente Movimiento Independiente Ccalamaqui | 13,613       | 21.70        | n/a          | 2         | +2        |
|                        | Lista Independiente Acción Cívica                       | 9,118        | 14.54        | n/a          | 1         | +1        |
|                        | Lista Independiente Movimiento Cívico Ayacucho          | 5,589        | 8.91         | n/a          | 1         | +1        |
|                        | Movimiento Independiente Somos Perú (SP)                | 4,086        | 6.51         | Nuevo        | 0         | ±0        |
|                        | Lista Independiente Juntos al Desarrollo                | 3,985        | 6.35         | n/a          | 0         | ±0        |
|                        | Lista Independiente Todos Unidos por Nuestro Ayacucho   | 3,525        | 5.62         | n/a          | 0         | ±0        |
|                        | Lista Independiente Movimiento Alternativa Social       | 2,999        | 4.78         | n/a          | 0         | ±0        |
|                        | Lista Independiente Gran Cambio Vecinal                 | 2,115        | 3.37         | n/a          | 0         | ±0        |
|                        | Lista Independiente Salvemos Ayacucho                   | 1,133        | 1.81         | n/a          | 0         | ±0        |
|                        | Unión por el Perú (UPP)                                 | 711          | 1.13         | Nuevo        | 0         | ±0        |
|                        |                                                         |              |              |              |           |           |
| Total                  | Total                                                   | 62,720       |              |              | 11        | –8        |
|                        |                                                         |              |              |              |           |           |
| Votos válidos          | Votos válidos                                           | 62,720       | 84.35        | +10.40       |           |           |
| Votos en blanco        | Votos en blanco                                         | 4,645        | 6.25         | –5.66        |           |           |
| Votos nulos            | Votos nulos                                             | 6,991        | 9.40         | –4.75        |           |           |
| Votos emitidos         | Votos emitidos                                          | 74,356       | 72.33        | +13.35       |           |           |
| Abstenciones           | Abstenciones                                            | 28,447       | 27.67        | –13.35       |           |           |
| Votantes registrados   | Votantes registrados                                    | 102,803      |              |              |           |           |
|                        |                                                         |              |              |              |           |           |
| Fuente:                |                                                         |              |              |              |           |           |

## Elecciones municipales distritales

### Resultados por distrito
La siguiente tabla enumera el control de los distritos de la provincia de Huamanga. El cambio de mando de una organización política se resalta del color de ese partido.
| Distrito            | Alcalde(sa) titular    | Partido político | Partido político          | Alcalde(sa) electo(a)                          | Partido político                               | Partido político                               |
| ------------------- | ---------------------- | ---------------- | ------------------------- | ---------------------------------------------- | ---------------------------------------------- | ---------------------------------------------- |
| Acocro              | Samuel Tito Tineo      |                  | Lista Independiente N° 19 | Samuel Tito Tineo                              |                                                | Vamos Vecino                                   |
| Acos Vinchos        | Manuel Pérez Mendoza   |                  | Lista Independiente N° 23 | Víctor Castro Chuñocca                         |                                                | Vamos Vecino                                   |
| Carmen Alto         | Edgar Apaico Asto      |                  | Lista Independiente N° 23 | Julián Fernández Quispe                        |                                                | Vamos Vecino                                   |
| Chiara              | Julio Ayala Bautista   |                  | Lista Independiente N° 45 | Julio Ayala Bautista                           |                                                | Todos Unidos                                   |
| Ocros               | Félix Antezana Lahuana |                  | Lista Independiente N° 19 | Alfonso Chuchón Luján                          |                                                | Vamos Vecino                                   |
| Pacaycasa           | Félix Morales Janampa  |                  | Lista Independiente N° 21 | Amador Garma Policarpo                         |                                                | Movimiento Cívico Ayacucho                     |
| Quinua              | Susano Mendoza Pareja  |                  | Lista Independiente N° 11 | Percy Orellana Aylas                           |                                                | Somos Perú                                     |
| San José de Ticllas | Longino López Yupanqui |                  | Lista Independiente N° 3  | Bartolomé Yupanqui Santiago                    |                                                | Vamos Vecino                                   |
| San Juan Bautista   | Javier Zaga Bendezú    |                  | Lista Independiente N° 53 | Daniel Quispe Pérez                            |                                                | Ccalamaqui                                     |
| Santiago de Pischa  | Pelayo Santiago Pareja |                  | Lista Independiente N° 3  | Elecciones municipales complementarias de 1999 | Elecciones municipales complementarias de 1999 | Elecciones municipales complementarias de 1999 |
| Socos               | Juan Quispe Flores     |                  | Lista Independiente N° 11 | Juan Quispe Flores                             |                                                | Acción Popular                                 |
| Tambillo            | Néstor Curahua Anaya   |                  | Lista Independiente N° 27 | Hilario Quispe Rojas                           |                                                | Acción Cívica                                  |
| Vinchos             | Antonio Rojas Llantoy  |                  | Lista Independiente N° 19 | Elecciones municipales complementarias de 1999 | Elecciones municipales complementarias de 1999 | Elecciones municipales complementarias de 1999 |